# Glycera americana
Glycera americana är en ringmaskart som beskrevs av Joseph Leidy 1855. Glycera americana ingår i släktet Glycera och familjen Glyceridae. Arten har ej påträffats i Sverige. Inga underarter finns listade i Catalogue of Life.